# Süsternkapelle

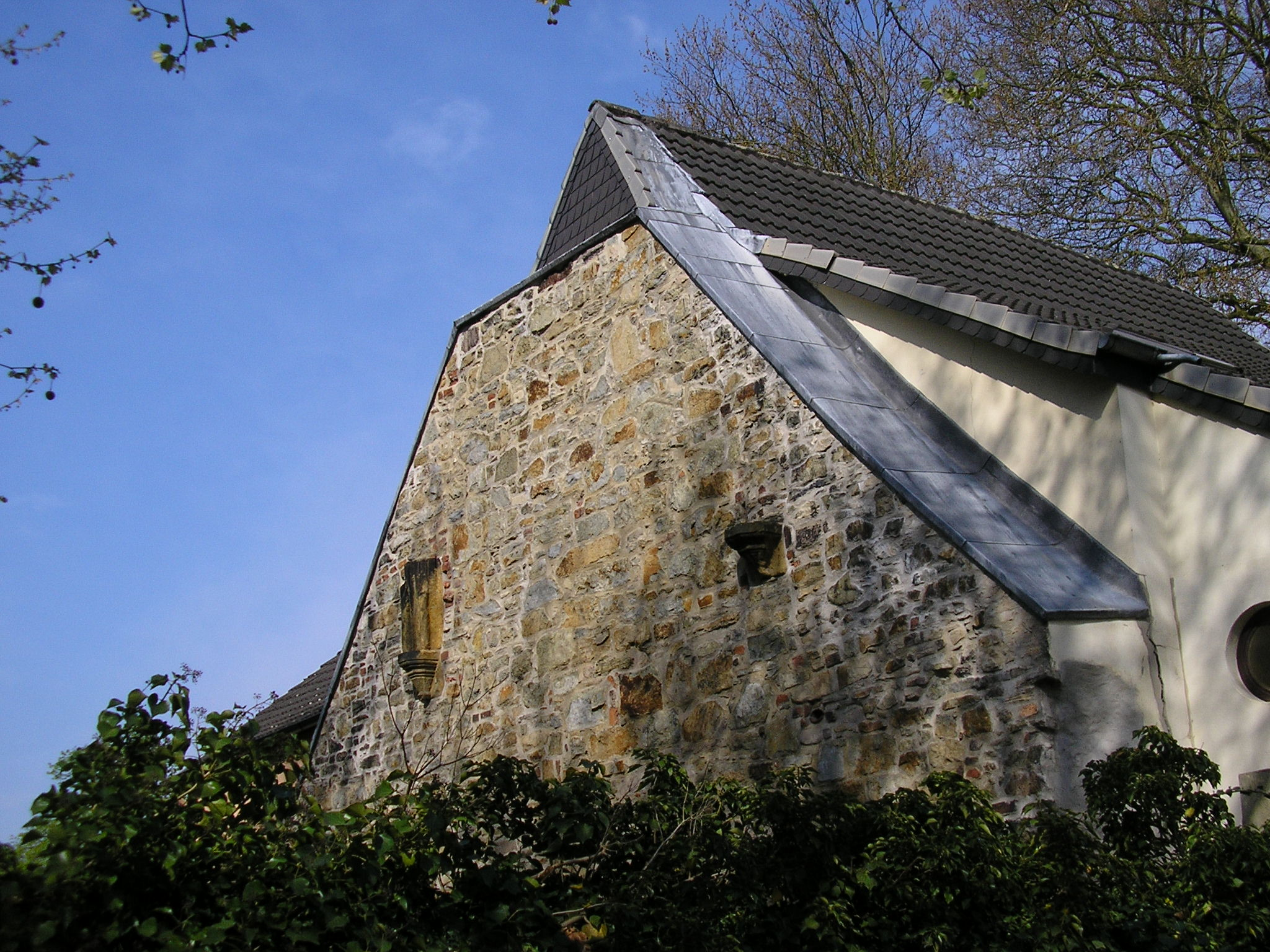
Innenseite Nordwand der ehemaligen Süsternkapelle an einem moderneren Wohnhaus.

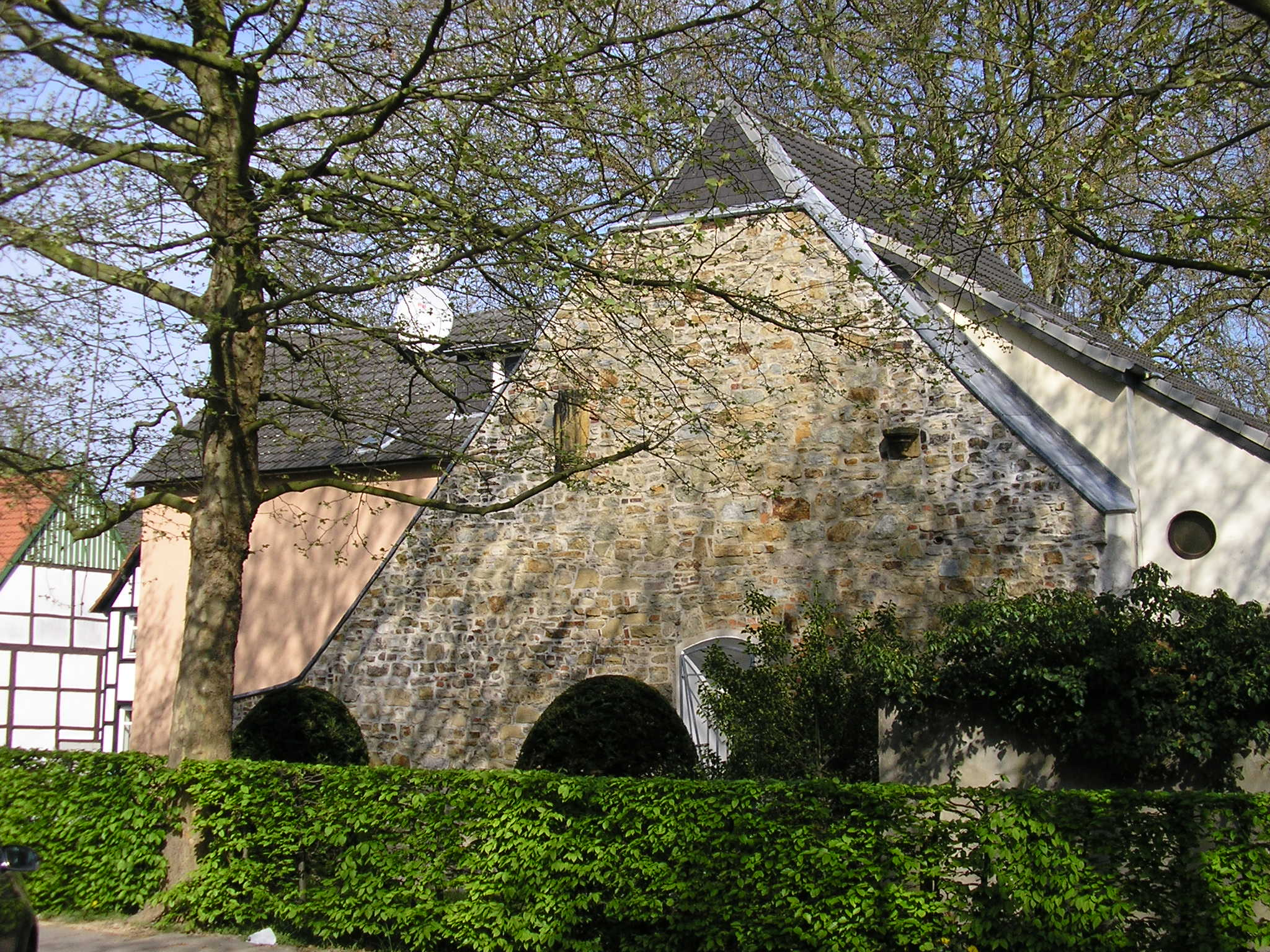
Die Kapellenwand von Südosten

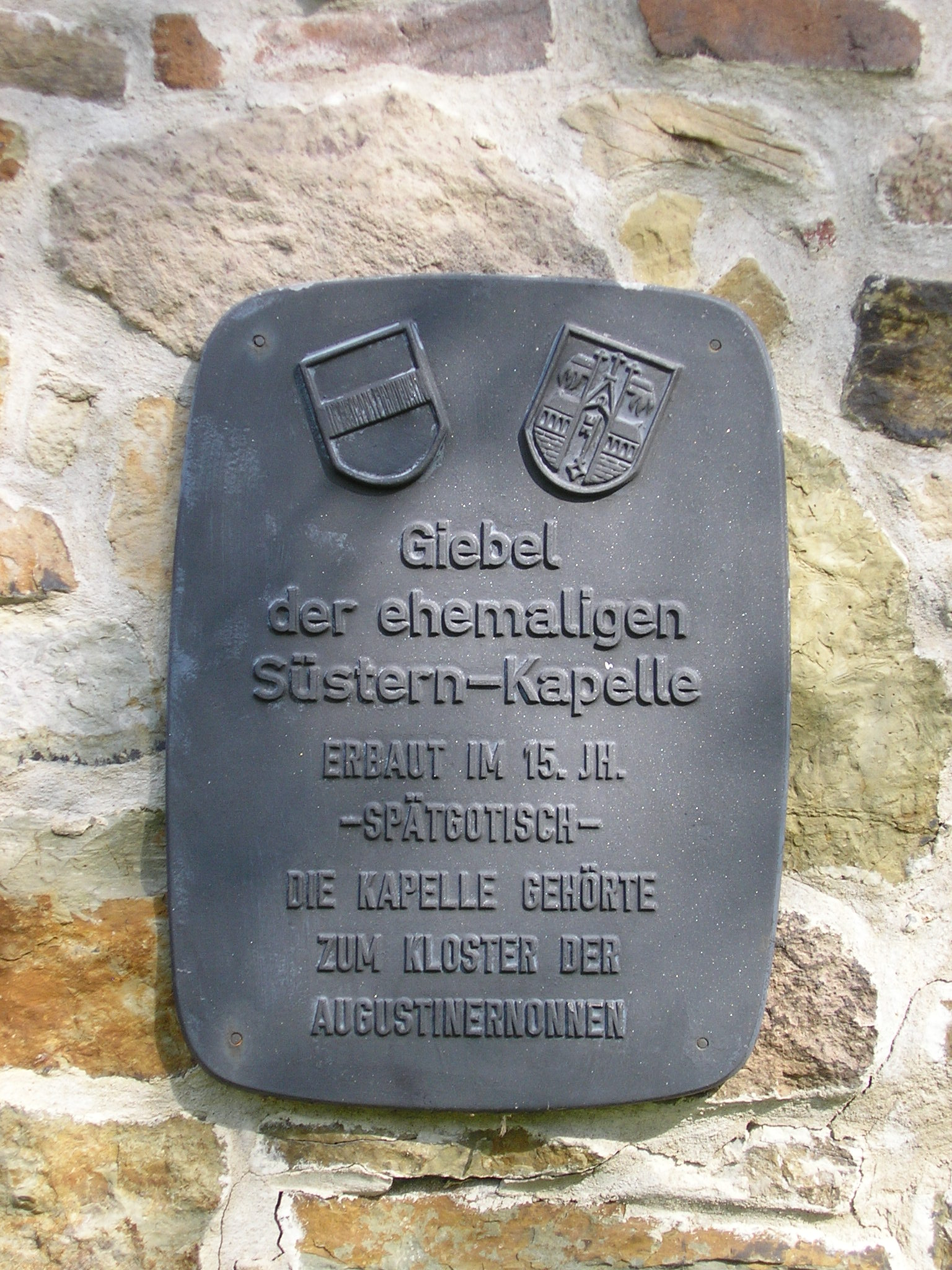
Gedenktafel an der Kapellenwand

Die Süsternkapelle war das Gotteshaus der Augustinerinnen in Herford (Kreis Herford), von der heute nur noch Reste der Nordwand zeugen.

## Geschichte
Die Fraterherren des Herforder Fraterhauses beschlossen 1442, Schwestern vom gemeinsamen Leben in die Stadt zu holen, über deren Konvent sie dann auch die geistliche Leitung ausüben sollten. 1449 ist das Bestehen eines Schwesternkonvents auf dem Holland erstmals urkundlich bezeugt. 1456 wurde den Schwestern („Süstern“) der Bau einer Kapelle durch den Kölner Erzbischof Dietrich II. von Moers als Administrator von Paderborn gestattet, die der hl. Maria geweiht werden sollte. 1459 mussten die Schwestern die Augustinusregel annehmen. 1491 konnte der Rat der Stadt eine Begrenzung des rasch wachsenden Konvents auf 50 Schwestern erreichen, denn den Handwerkern der Stadt war die Arbeit der Frauen, besonders ihre Textilherstellung, eine unliebsame Konkurrenz.
Auch beim Bau der Kapelle kam es zu Behinderungen durch die Stadt, worüber die Schwestern noch 1517 klagten. Auch führten sie Klage über Behinderungen seitens der Bürgerschaft bezüglich des Glockenläutens. Die erst 1518 mit drei Altären geweihte Kapelle diente nach der Reformation den römisch-katholischen Gläubigen in der ansonsten in den Anfängen ab 1526 lutherisch gewordenen Stadt als Gottesdienstraum. Bedingt durch die Reformation kam es zum Aussterben des Klosters. 1579 ist noch eine hochbetagte Augustinerin nachweisbar.
Die Ruine der Kapelle steht seit 1981 unter Denkmalschutz.

## Bau und Anlage
Der heute an der Straße „Holland“ zu sehende Wandüberrest der spätgotischen Süsternkapelle bildete einen Teil der Nordwand der Kapelle, die ein kleiner, mit Kreuzrippengewölben gedeckter Saalbau war. Sichtbar ist davon ein Teil der Innenwand. Die Rippen, von denen ein Bogenstein erhalten ist, lagen auf einfachen Profilkonsolen auf, von denen zwei an der Wand erkennbar sind. Baugeschichtlich lässt sich die Kapelle mit der St.-Agnes-Kapelle der Augustinerinnen in Bocholt vergleichen.

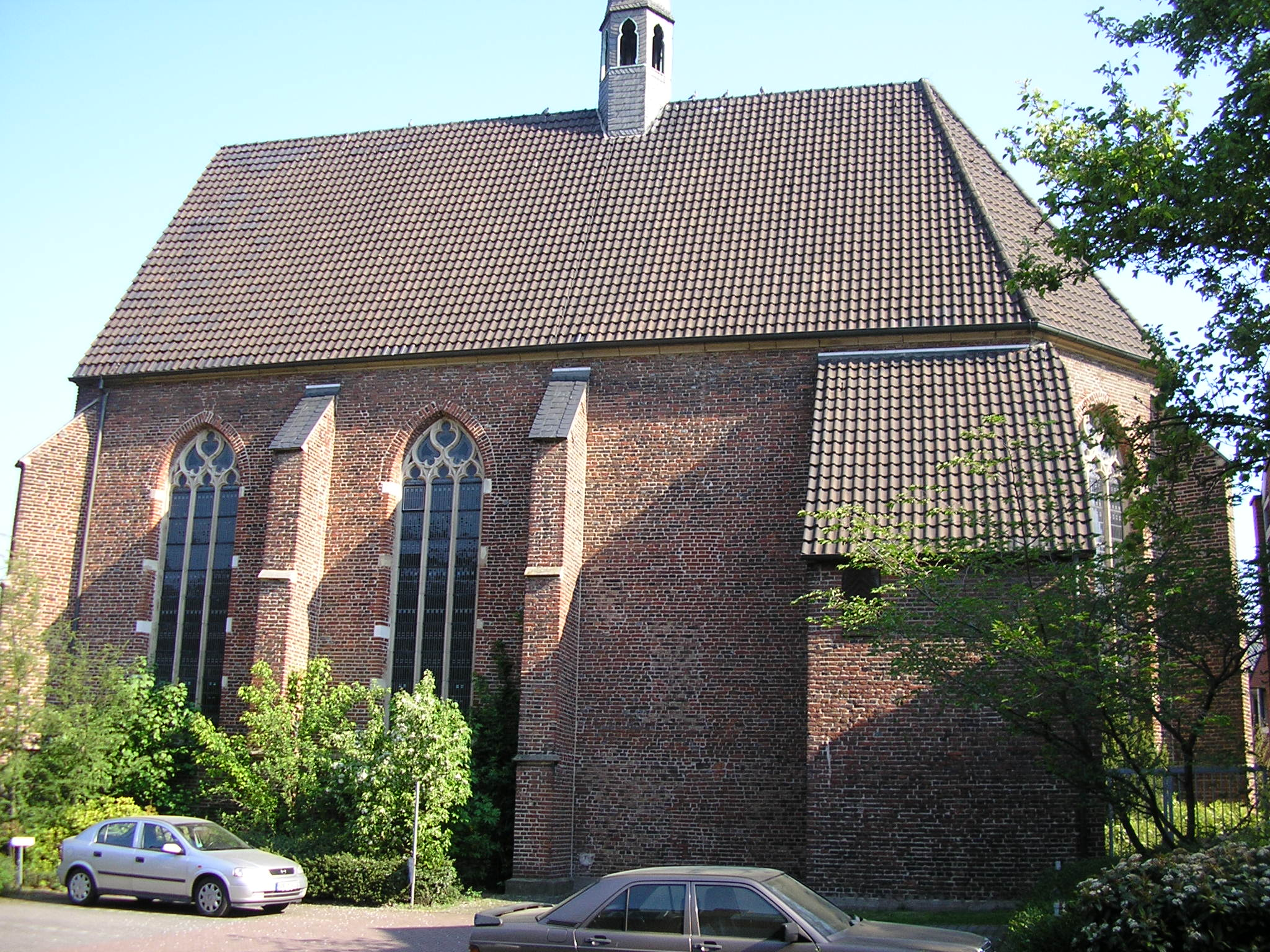
Die Agneskapelle zu Bocholt